# Adam Levine
Adam Noah Levine (* 18. března 1979 Los Angeles) je americký zpěvák, textař, hudebník a příležitostný herec. Je známý jako hlavní zpěvák a frontman americké pop rockové skupiny Maroon 5. V roce 2013 byl časopisem People zvolen nejvíce sexy mužem roku. Od roku 2011–2019 byl jedním z koučů talentové reality-show The Voice. V roce 2012 si poprvé zahrál v televizním seriálu American Horror Story. Také si zahrál ve filmu Love Song. Vlastní nahrávací společnost 222 Records. V roce 2013 navrhl pánskou kolekci pro obchody KMart a ShopYourWay.

## Raná léta
Narodil se v Los Angeles do rodiny Freda Levina, zakladatele maloobchodního řetězce M. Fredric, a Patsy rozené Noah, školské poradkyně. Jeho strýcem je novinář a spisovatel Timothy Noah. Má mladšího bratra Michaela a nevlastního bratra Sama. Jeho rodiče se rozvedli, když mu bylo sedm let. Během dospívání trávil všední dny s matkou a víkendy s otcem. Kvůli jejich rozvodu podstoupil terapii, kterou však nazval „ztrátou času“ a dodal: „[rodiče] nemohli přijmout fakt, že jsem se s tím smířil. Vyplakal jsem si oči, kopal a křičel 'Proč?', a všechny věci, které děláte, když tohle zjistíte. O několik dní později jsem byl v pořádku, ale stále jsem musel jít na terapii“. Navštěvoval Brentwood School, kde se seznámil s Jessem Carmichaelem a Mickey Maddenem, kteří se později stali členy jeho kapely. Zúčastnil se rovněž French Woods Festival na Performing Arts Camp v Hancocku v New Yorku.
Během dospívání zkoušel drogy, a v rozhovoru s časopisem Q řekl: „Bral jsem drogy. Když jsem byl mladší, hodně jsem kouřil trávu. Na světě je místo pro příležitostnou trochu trávy. Napsal jsem písně po kouření jointa a byly dobré.“ Nicméně zdůraznil že „častěji je to absolutní odpad. Kokain by se zkoušet neměl. Nepřinesl do světa žádné dobro. Neříkám, že byste měli zkoušet drogy.“
Z otcovy i matčiny strany má židovské předky (otec je žid, zatímco z matčiny strany je děda žid a babička protestantka). Sám sebe považuje za žida, ačkoliv podle týdeníku The Jewish Chronicle, který s ním dělal rozhovor, „odmítá formální náboženské praktikování pro více obecnější, duchovnější způsob života“. V dětství se rozhodl nepodstoupit obřad bar micva, protože se domníval, že jej jeho vrstevníci pouze nedůstojně využívají k získání peněz od příbuzných.

## Kara's Flowers
V září 1995 založil s Jessem Carmichaelem, Jamesem Valentinem a Ryanem Dusickem skupinu Kara's Flowers. Jejich první koncert byl v nočním klubu Whisky a Go Go v Hollywoodu . Skupina byla objevena producentem Tommy Allenem na plážové párty v roce 1997. Společně se svým partnerem Johnem DeNicolou Tommy nahrál se skupinou 11 skladeb. Podepsali smlouvu s Reprise Records. V roce 1997 skupina vydala první album nazvané The Fourth World. Ten samý rok se skupina objevila v jedné epizodě seriálu Beverly Hills 90210. Album úspěšné moc nebylo, prodalo se okolo 5 tisíc kopií. Nahrávací společnost se rozhodla skupinu vyhodit. Skupina se rozpadla.

## Maroon 5
Po rozpadu se Adam a Jesse Carmichael rozhodli opustit Los Angeles a začali se věnovat studiu v New Yorku. Po odchodu z univerzity Five Towns College, kde strávili jeden semestr, se znovu dali dohromady s Mickeym Maddenem a Ryanem Dusickem a vytvořili skupinu. Dali dohromady demo, které odmítlo několik nahrávacích společností, než zaujali Octone Records. Po radě od jednoho z prezidentů společnosti přidali pátého člena skupiny Jamese Valentina a přejmenovali se na Maroon 5.
V té době pracoval jako asistent scenáristy CBS seriálu Judging Amy. Při seriálu stačil napsat několik písniček o bývalé přítelkyni Jane. Tyto písně skupina nahrála na jejich debutové album Songs about Jane, které bylo vydáno v červnu roku 2002. Album se stalo hitem a prodalo se ho přes 10 milionů kopií. V roce 2005 skupina vyhrála první cenu Grammy v kategorii Objev roku. Další rok vyhráli Grammy v kategorii Nejlepší popové vystoupení dua nebo skupiny za singl „This Love“
V roce 2006 skupina začala znovu nahrávat a v květnu roku 2007 vydali druhé album It Won't Be Soon Before Long. Vyjeli na turné do Bostonu, San Francisca, Los Angeles, Minneapolis, Miami a New York City. V roce 2010 skupina vydala třetí album nazvané Hands All Over. Jejich písnička „Moves like Jagger“ zaznamenala světový úspěch, stala se devátou nejprodávanější písničkou na internetu s 8,5 milionu prodaných kopií. V červnu 2012 skupina vydala album Overexposed. Za singl „Payphone“ získala druhou cenu Grammy.

## Další práce

### Hudební spolupráce
V roce 2005 se účinkoval v písni Ying Yang Twins „Live Again“. Téhož roku se objevil na albu Kanye Westa v písni „Heard 'Em Say“. Spolupracoval také na albu Alicia Keys. V únoru 2010 se připojil k 80 muzikantům a nazpíval charitativní písničku „We Are the World“. V roce 2011 se podílel na skladbě Gym Class Heroes „Stereo Hearts“.

### TV a média
Během roku 2007 se objevil v premiérovém díle 33. série pořadu Saturday Night Live. V roce 2011 se stal porotcem/koučem americké verze talentové soutěže The Voice. V roce 2012 se objevil v americkém televizním seriálu American Horror Story. V červnu 2012 byl obsazen do hudebního filmu Love Song, po boku Keiry Knightley a Marka Ruffala.

### Obchod
V říjnu 2008 spolupracoval s First Act a vytvořil kytaru First Act 222. Kytara byla dostupná v Targetu. O dva roky později vytvořil vlastní kolekci oblečení nazvanou „222“. V roce 2013 vytvořil první parfém. Pro Kmart a ShopYourWay vytvořil v roce 2014 pánskou kolekci oblečení.

### 222 Records
V únoru 2012 založil nahrávací společnost. On sám se stal prvním umělcem, kterého připsal ke společnosti, následoval herec ze seriálu Glee Matthew Morrison, mexický umělec Diego Boneta a zpěvák Tony Lucca.

## Osobní život
Na začátku roku 2010 začal chodit s modelkou Victoria's Secret Anne Vyalitsynou. O dva roky později se dvojice rozešla. Následující měsíc začal chodit s další modelkou Victoria's Secret Behati Prinsloo. Dvojice se rozešla v březnu 2013, ale později se dali dohromady a v červenci 2013 se zasnoubili. Dvojice se vzala 19. července 2014 v Cabo San Lucas v Mexiku.
Levine, jehož bratr je gay, je otevřeným zastáncem stejnopohlavního manželství a práv LGBT komunity.

## Diskografie

### Singly
| "Heard 'Em Say" (Kanye West featuring Adam Levine)                  | 2005 | 26 | 27 | 19 | 95 | 23 | 67 | 15 | 22  | - RIAA: Zlatý                                                                   | Late Registration             |
| "Say It Again" (Natasha Bedingfield featuring Adam Levine)          | 2007 | —  | —  | —  | —  | —  | —  | —  | —   |                                                                                 | N. B. a Pocketful of Sunshine |
| "Bang Bang" (K'naan featuring Adam Levine)                          | 2008 | —  | —  | 71 | —  | —  | —  | —  | 105 |                                                                                 | Troubadour                    |
| "Stereo Hearts" (Gym Class Heroes featuring Adam Levine)            | 2011 | 4  | 4  | 7  | —  | 4  | 8  | 3  | 3   | - RIAA: 3× platinový - ARIA: 3× platinový - MC: 2× platinový - RIANZ: platinový | The Papercut Chronicles II    |
| "Man in the Mirror" (with Javier Colon)                             | 2011 | 45 | —  | 66 | —  | —  | —  | —  | —   |                                                                                 | N/A                           |
| "Yesterday" (with Tony Lucca)                                       | 2012 | 22 | —  | 64 | —  | —  | —  | —  | —   |                                                                                 | N/A                           |
| "My Life" (50 Cent featuring Eminem and Adam Levine)                | 2012 | 27 | 33 | 14 | 52 | 6  | 89 | 33 | 2   | - ARIA: platinový                                                               | Street King Immortal          |
| "YOLO" (The Lonely Island featuring Adam Levine and Kendrick Lamar) | 2013 | 60 | 31 | 26 | —  | —  | —  | 26 | 77  |                                                                                 | The Wack Album                |
| "—" značí, že se singl neumístil nebo nezískal ocenění.             |      |    |    |    |    |    |    |    |     |                                                                                 |                               |

### Hostování
| Název                             | Rok  | Album                      | Umělec          |
| --------------------------------- | ---- | -------------------------- | --------------- |
| "Live Again"                      | 2005 | U.nited S.tate of A.tlanta | Ying Yang Twins |
| "Wild Horses"                     | 2005 | Unplugged                  | Alicia Keys     |
| "Gotten"                          | 2010 | Slash                      | Slash           |
| "Stand Up"                        | 2011 | Come Through for You       | Javier Colon    |
| "Heavy"                           | 2013 | PJ Morton                  | New Orleans     |
| "Lost Stars"                      | 2014 | Lost Stars (soundtrack)    |                 |
| "No One Else Like You"            | 2014 | Lost Stars (soundtrack)    |                 |
| "A Higher Place"                  | 2014 | Lost Stars (soundtrack)    |                 |
| "Lost Stars (Into the Night Mix)" | 2014 | Lost Stars (soundtrack)    |                 |

## Filmografie
| Rok       | Název                              | Role                                | Poznámky |
| --------- | ---------------------------------- | ----------------------------------- | --- |
| 1997      | Beverly Hills 90210                | Hudební host                        | díl: „Forgive and Forget“ |
| 2005–2014 | Saturday Night Live                | sám sebe (hudební host / moderátor) | 7 dílů |
| 2005      | Email!                             | Počítač (hlas)                      | krátký film |
| 2009      | Studio 30 Rock                     | sám sebe                            | díl: „Kidney Now!“ |
| 2009      | Band Hero                          | sám sebe (hlas)                     | videohra |
| 2011–2019 | The Voice                          | sám sebe (porotce)                  | Teen Choice Award v kategorii Nejlepší televizní osobnost-muž (2014) Nominace -Teen Choice Award v kategorii Nejlepší televizní osobnost (2011), Nejlepší porotce (2013), Nejlepší televizní osobnost-muž (2013) Nominace - People's Choice Award v kategorii Nejoblíbenější porotce Nominace - Young Hollywood Award v kategorii Nejlepší klučičí přátelství |
| 2012–2013 | American Horror Story: Asylum      | Leo Morrison                        | 4 díly |
| 2013      | Griffinovi                         | sám sebe (hlas)                     | díl: „Quagmire's Quagmire“ |
| 2013      | Love Song                          | Dave Kohl                           | |
| 2015      | Ladíme 2                           | sám sebe                            | |
| 2015      | Klaun navždy                       | sám sebe                            | |
| 2016      | Popstar: Never Stop Never Stopping | sám sebe                            | |
| 2017      | The Clapper                        | Ralph Ranter                        | |
| 2017      | Fun Mom Dinner                     | Luke                                | |